# Fereydoon Abbasi
Fereydoon Abbasi-Davani (em persa: فریدون عباسی دوانی; Abadan, 11 de julho de 1958 – Teerã, 13 de junho de 2025) foi um cientista nuclear e político iraniano que foi chefe da Organização de Energia Atômica do Irã de 2011 a 2013. Um principista que também serviu no Parlamento do Irã, e foi morto em um ataque aéreo israelense em 13 de junho de 2025. Ele já havia sido ferido em uma tentativa de assassinato em 2010.

## Infância e educação
Abbasi nasceu em Abadan, no Irã, em 11 de julho de 1958. Ele tinha um doutorado em física nuclear.

## Carreira
Abbasi era professor de física nuclear na Universidade Shahid Beheshti e, segundo relatos, era membro do Corpo de Guardas da Revolução Islâmica desde a Revolução Islâmica de 1979. Ele teria realizado pesquisas nucleares na Organização de Energia Atômica do Irã. Antes de sua nomeação como chefe da organização, ele presidiu o departamento de física da Universidade Imam Hossein, em Teerã.
Abbasi foi nomeado chefe da Organização de Energia Atômica do Irã pelo então presidente Mahmoud Ahmadinejad em 13 de fevereiro de 2011, para suceder Ali Akbar Salehi. Durante seu mandato, a organização se mostrou relutante em cooperar com a Agência Internacional de Energia Atômica (AIEA). Em maio de 2011, Abbasi recebeu uma carta da AIEA, na qual seu diretor-geral, Yukiya Amano, reiterava as preocupações da agência sobre a “existência de uma possível dimensão militar” no programa nuclear do Irã e enfatizava a importância de esclarecer essas questões, solicitando acesso imediato a locais, equipamentos, documentação e pessoas relevantes. Em junho de 2011, Abbasi respondeu de forma evasiva, a ponto de o diretor da AIEA ter que repetir seu pedido por garantias confiáveis.
Abbasi foi removido do cargo em 16 de agosto de 2013 e posteriormente substituído por Salehi.
Em 2020, Abbasi foi eleito para o parlamento iraniano (Majles), representando a cidade de Kazerun. Seu mandato teve início em 27 de maio de 2020. No parlamento, Abbasi continuou a defender o programa nuclear do Irã e a se alinhar com facções políticas linha-dura que apoiam as estratégias de defesa e desenvolvimento científico do país.

## Programa de armas nucleares iraniano
Abbasi era regularmente associado ao programa nuclear iraniano. Ele defendia os esforços nucleares do Irã como pacíficos e essenciais para a soberania nacional.
Em uma entrevista concedida ao Al-Hayat em 2012, Abbasi reconheceu que o Irã havia intencionalmente deturpado aspectos de seu programa nuclear para a AIEA e agências de inteligência ocidentais. Ele afirmou: “Às vezes, mostramos fraquezas onde não somos fracos. Às vezes, mostramos pontos fortes onde não somos fortes. Mais tarde, isso ficou evidente nas negociações com a AIEA”.

### Designação pela ONU
Abbasi foi “listado em um anexo à Resolução 1747 do Conselho de Segurança da ONU, de 24 de março de 2007, como uma pessoa envolvida nas atividades nucleares ou de mísseis balísticos do Irã”. Essa resolução impõe o congelamento de bens e requisitos de notificação de viagem. Abbasi foi descrito como um “cientista sênior do Ministério da Defesa e Logística das Forças Armadas ligado ao Instituto de Física Aplicada, trabalhando em estreita colaboração com Mahabadi (também designado pela ONU)”.

### Sanções
Em dezembro de 2012, Fereydoon Abbasi foi sancionado pelo Tesouro dos Estados Unidos. Ele foi adicionado à Lista de Cidadãos Especialmente Designados (SDN) do Escritório de Controle de Ativos Estrangeiros (OFAC) sob os programas de Não Proliferação de Armas de Destruição em Massa (NPWMD) e Regulamentos de Sanções Financeiras ao Irã (IFSR). Essa designação foi emitida sob a Ordem Executiva 13382, que visa indivíduos envolvidos no desenvolvimento ou na disseminação de armas de destruição em massa e seus sistemas de lançamento. Como resultado, todos os ativos que ele possuía sob jurisdição dos EUA foram congelados, e os cidadãos americanos foram proibidos de realizar transações com ele.

### Tentativa de assassinato em 2010
Em 29 de novembro de 2010, Abbasi foi ferido e sobreviveu por pouco a uma tentativa de assassinato em uma rua de Teerã, quando um homem em uma motocicleta colocou uma bomba em seu carro enquanto ele dirigia para o trabalho. Um ataque a bomba similar na mesma data matou outro cientista, Majid Shahriari, que também lecionava na Universidade Shahid Beheshti.

## Morte
Abbasi foi morto em 13 de junho de 2025 durante ataques israelenses ao programa nuclear iraniano.